# 北灘町折野
北灘町折野（きたなだちょうおりの）は、徳島県鳴門市の大字。郵便番号は771-0376。

## 地理
鳴門市の北西部に位置。東は北灘町鳥ケ丸・大麻町板東に接し、西は北灘町大須・板野郡板野町大坂、南は板野町川端・大麻町桧に接し、北は瀬戸内海に面する。およそ農業・漁業地域。
東・西・南の三方を山に囲まれ、ほぼ折野川が北流し、川に沿って平野部が広がっている。海岸に沿って国道11号が走っている。
国道11号沿いおよび折野川流域に集落が広がる。折野川の東には、八幡神社・金比羅神社がある。北部には折野港があり、その周辺には鳴門市北灘西小学校・鬼骨寺などがある。鬼骨寺の境内にあるイブキは市天然記念物。

### 地形
- 山：大麻山
- 川：折野川

### 小字
| - 大川筋 - 上田井 - 上東地 - 上三津 - 川筋 | - 桑内原 - 桜井 - 柴折 - 竹ノ下 - 東地 | - 藤ノ久保 - 三津 - 屋敷 |  |

## 歴史
江戸期から1889年（明治22年）にかけては板東郡および板野郡の村であった。1664年（寛文4年）より板野郡に属す。1889年（明治22年）に同郡北灘村の大字となった。1956年（昭和31年）9月より現在の鳴門市の字名となる。

## 世帯数と人口
2022年（令和4年）7月31日現在の世帯数と人口は以下の通りである。
| 町丁       | 世帯数  | 人口  |
| ---------- | ------- | ----- |
| 北灘町折野 | 298世帯 | 537人 |

## 小・中学校の学区
市立小・中学校に通う場合、学区は以下の通りとなる。
| 番地 | 小学校             | 中学校             |
| ---- | ------------------ | ------------------ |
| 全域 | 鳴門市立明神小学校 | 鳴門市立瀬戸中学校 |

## 施設
- 鳴門市北灘西小学校
- 鳴門西テレビ中継局
- 鬼骨寺（阿波北嶺薬師霊場24番札所）
- 卯辰越

## 交通

### 道路
国道
- 国道11号

都道府県道
- 徳島県道41号徳島北灘線

### 路線バス
徳島バス
- 折野西